# Ilhas Virgens Britânicas nos Jogos Pan-Americanos de 2015
As Ilhas Virgens Britânicas competiu nos Jogos Pan-Americanos de 2015 em Toronto de 10 a 26 de julho de 2015. O país competiu em 3 esportes com 6 atletas e não conquistou medalhas nesta edição.